# Мировые чемпионаты WWE

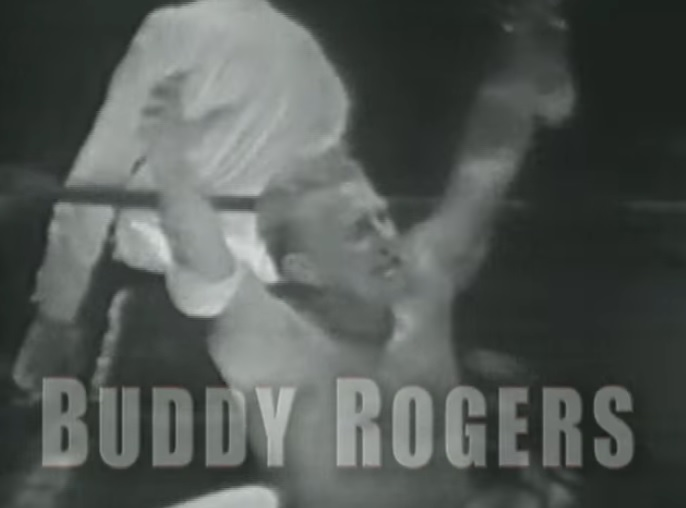
Первый Чемпион Мира WWWF в тяжёлом весе,
Бадди Роджерс

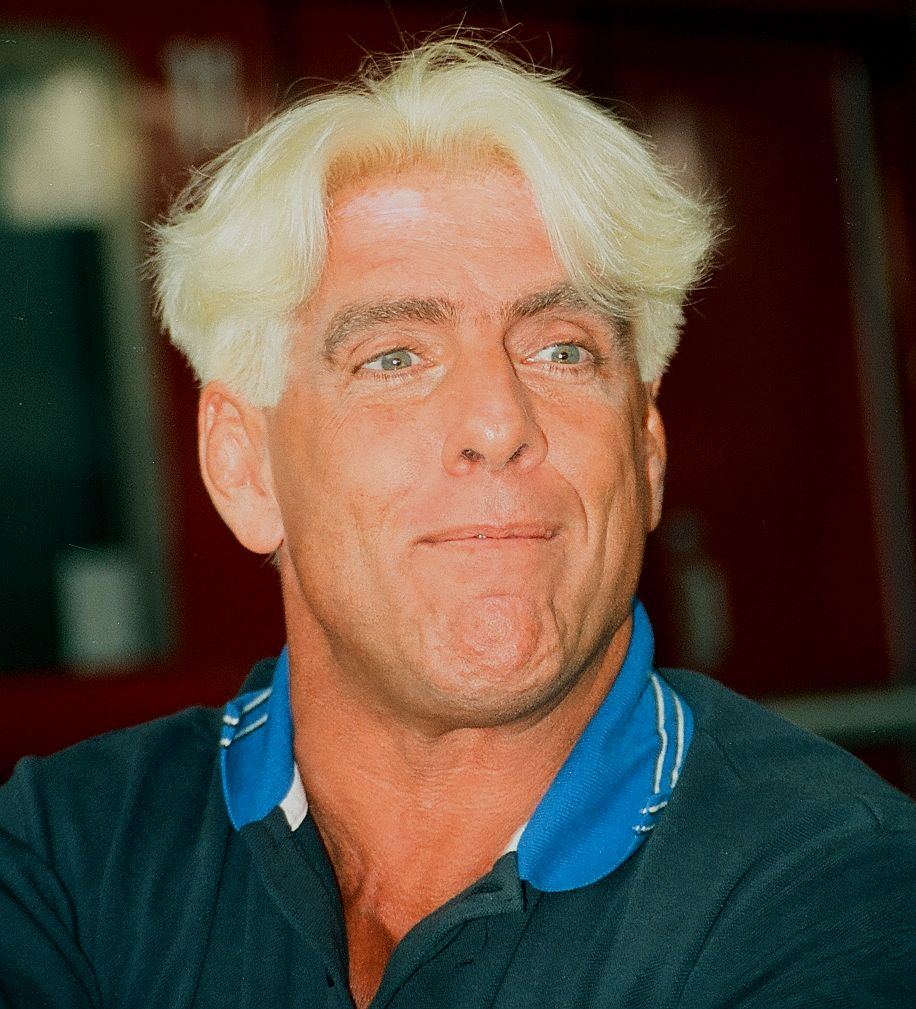
Первый Чемпион Мира WCW в тяжёлом весе,
Рик Флэр

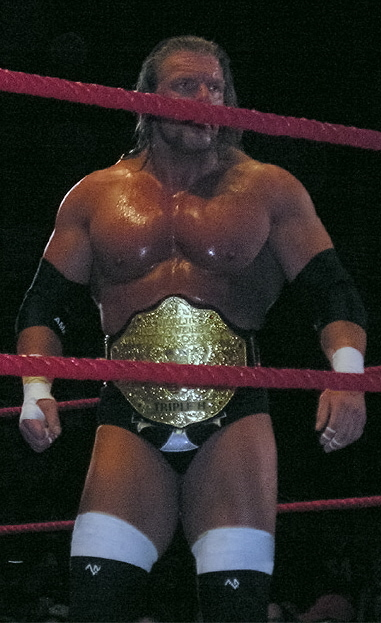
Первый Чемпион Мира в тяжёлом весе,
Triple H

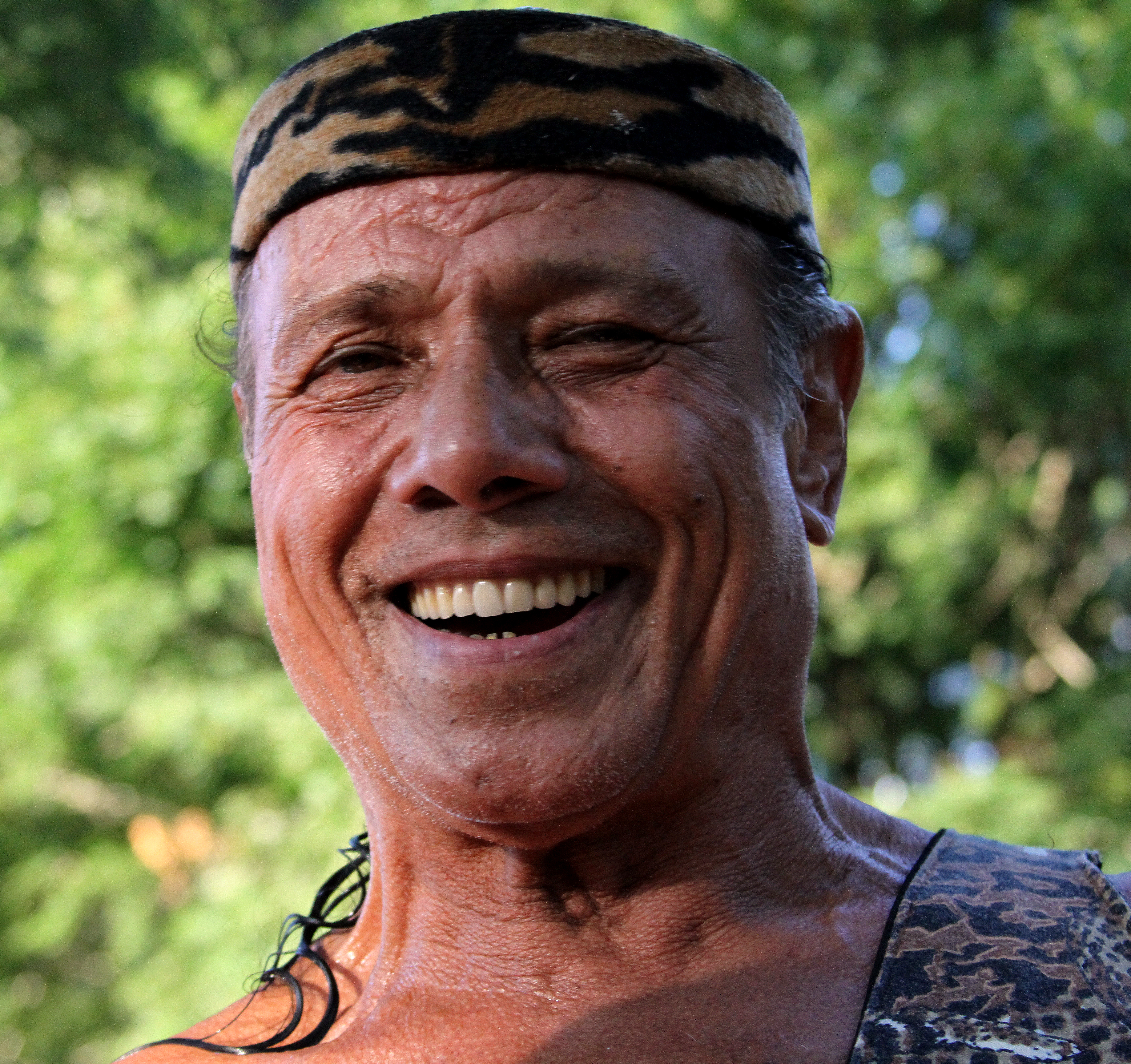
Первый Чемпион NWA-ECW в тяжёлом весе,
Джимми Снука

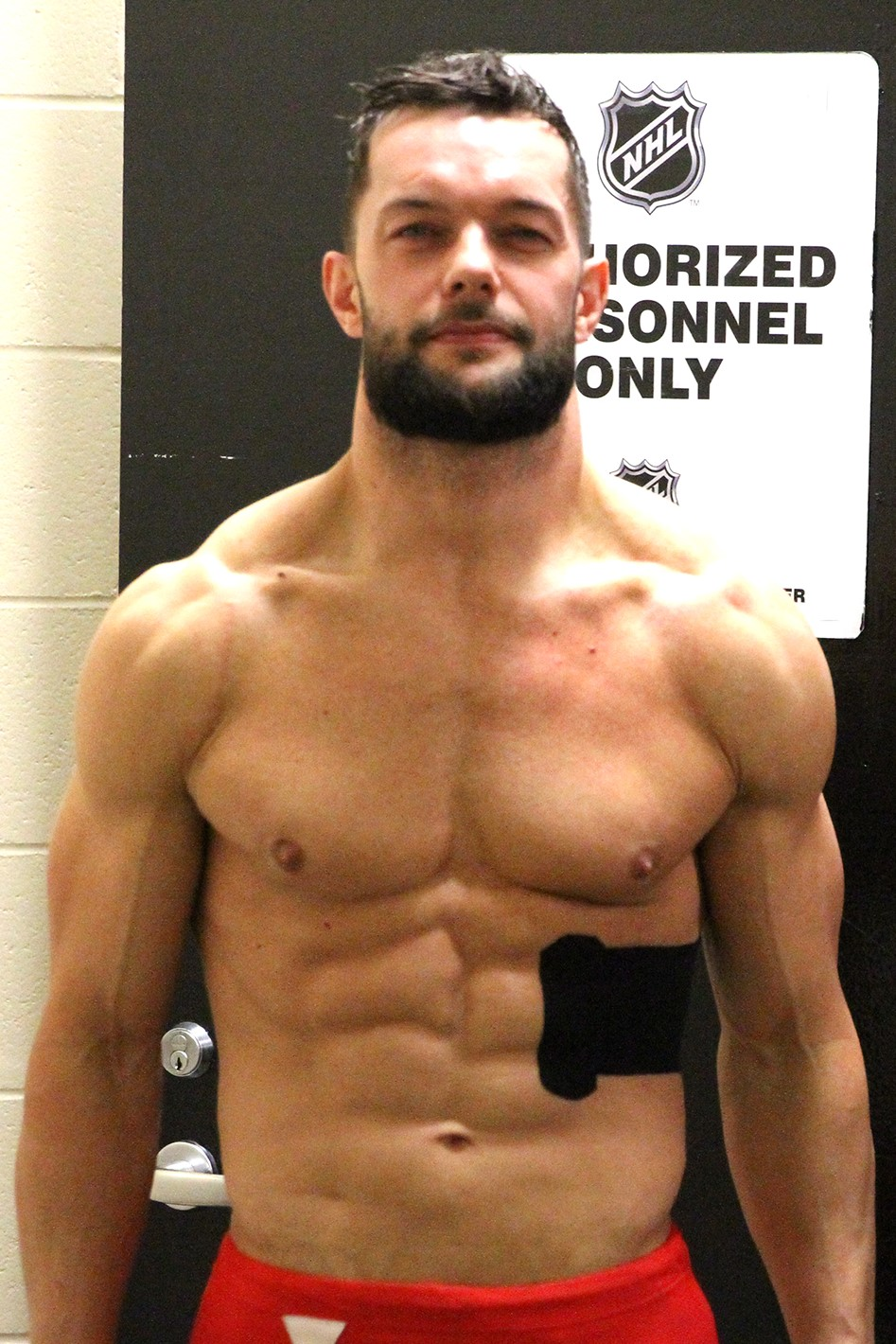
Первый Чемпион Вселенной WWE,
Финн Балор

WWE (ранее WWF, WWWF) и её предшественник Корпорация Capitol Wrestling (CWC) — С момента выхода CWC из NWA и преобразование в WWWF в 1963 году федерация продвигала как минимум один мужской мировой чемпионский титул. Каждый раз, когда происходило деление либо расширение брендов, действующий мировой титул становился эксклюзивным только для одного бренда, для другого бренда который остался без главного титула создавался новый.

## Названия чемпионатов

### Чемпион WWWF, WWF, WWE (1963—настоящее время)
| Титул | Название                         | Годы                                        |
| ----- | -------------------------------- | ------------------------------------------- |
| 1     | Чемпион Мира WWWF в тяжёлом весе | 29 апреля 1963 года — 9 февраля 1971 года   |
| 1     | Чемпион WWWF в тяжёлом весе      | 9 февраля 1971 года — 1 марта 1979 года     |
| 1     | Чемпион WWF в тяжёлом весе       | 1 марта 1979 года — 26 декабря 1983 года    |
| 1     | Чемпион Мира WWF в тяжёлом весе  | 26 декабря 1983 года — 27 мая 1989 года     |
| 1     | Чемпион WWF                      | 18 июля 1989 года — 9 декабря 2001 года     |
| 1     | Неоспоримый чемпион WWF          | 9 декабря 2001 года — 6 мая 2002 года       |
| 1     | Неоспоримый чемпион WWE          | 6 мая 2002 года — 19 мая 2002 года.         |
| 1     | Объединённый чемпион WWE         | 19 мая 2002 года — 2 сентября 2002 года     |
| 1     | Чемпион WWE                      | 2 сентября 2002 года — 15 декабря 2013 года |
| 1     | Чемпион Мира WWE в тяжёлом весе  | 15 декабря 2013 года — 27 июня 2016 года    |
| 1     | Чемпион WWE                      | 27 июня 2016 года — 25 июля 2016 года       |
| 1     | Чемпион Мира WWE                 | 26 июля 2016 года — 9 декабря 2016 года     |
| 1     | Чемпион WWE                      | 10 декабря 2016 года — настоящее время      |

### Чемпион WCW (1991—2001)
| Титул | Название                        | Годы                                      |
| ----- | ------------------------------- | ----------------------------------------- |
| 2     | Чемпион Мира WCW в тяжёлом весе | 11 января 1991 года — 26 марта 2001 года  |
| 2     | Чемпион WCW                     | 24 июня 2001 года — 19 ноября 2001 года   |
| 2     | Чемпион Мира WCW                | 19 ноября 2001 года — 9 декабря 2001 года |

### Чемпион ECW (1992—2001, 2006—2010)
| Титул | Название                        | Годы                                       |
| ----- | ------------------------------- | ------------------------------------------ |
| 4     | Чемпион NWA-ECW в тяжёлом весе  | 25 апреля 1992 года — 27 августа 1994 года |
| 4     | Чемпион Мира ECW в тяжёлом весе | 27 августа 1994 года — 10 апреля 2001 года |
| 4     | Чемпион Мира ECW                | 13 июня 2006 года — август 2007 года       |
| 4     | Чемпион ECW                     | август 2007 года — 16 февраля 2010 года    |

#### Все индивидуальные чемпионаты
| № | Название                    | Годы                                        |
| - | --------------------------- | ------------------------------------------- |
| 1 | Чемпион WWE                 | 29 апреля 1963 года — настоящее время       |
| 2 | Чемпион Мира WCW            | 1 января 1991 года — 9 декабря 2001 года    |
| 3 | Чемпион Мира в тяжёлом весе | 2 сентября 2002 года — 15 декабря 2013 года |
| 4 | Чемпион ECW                 | 25 апреля 1992 года — 16 февраля 2010 года  |
| 5 | Чемпион Вселенной WWE       | 25 июля 2016 года — настоящее время         |

### Чемпион Мира по боевым искусствам в тяжёлом весе WWF
В рамках партнёрского соглашения между WWF и NJPW был создан титул, который защищался в японской федерации.
| Титул | Название                                             | Годы                                        |
| ----- | ---------------------------------------------------- | ------------------------------------------- |
| 1     | Чемпион Мира по боевым искусствам WWF в тяжёлом весе | 18 декабря 1978 года — 31 декабря 1989 года |

## Самые продолжительные чемпионства
См. также Список чемпионов WWE по продолжительности

### Десятка самых продолжительных тайтл рейнов
| №  | Рестлер          | Название чемпионата              | Чемпионство | Дней | Примечания | Ссылка |
| -- | ---------------- | -------------------------------- | ----------- | ---- | --- | ------ |
| 1  | Бруно Саммартино | Чемпион Мира WWWF в тяжёлом весе | 1           | 2803 | Удерживал титул в течение 7 лет 8 месяцев, что является рекордом для мужского рестлинга. | [ 19 ] |
| 2  | Халк Хоган       | Чемпион Мира WWF в тяжёлом весе  | 1           | 1474 | День в который официально началась «Халкомания». | [ 21 ] |
| 3  | Бруно Саммартино | Чемпион WWWF в тяжёлом весе      | 2           | 1237 | Становилась чемпионом два раза, при этом титул принадлежал ему в общей сложности 11 лет, или 4040 дней, что является абсолютным рекордом для мужского рестлинга.. | [ 22 ] |
| 4  | Педро Моралес    | Чемпион WWWF в тяжёлом весе      | 1           | 1027 | В это период WWWF вернулись в состав с NWA. | [ 24 ] |
| 5  | Боб Бэклунд      | Чемпион WWWF в тяжёлом весе      | 1           | 648  | Во время первого чемпионства Боба Бэклунда 1 раз чемпионство было вакантным и 4 раза проходила смена чемпиона, что не признаёт WWE. В это период Боб Бэклунд завоевал титул ещё два раза, которые так же не признаны. Официально первое чемпионство признанное WWE длилось 2135 дня, что является вторым по продолжительности тайтл рейном. | [ 26 ] |
| 6  | Брок Леснар      | Чемпион Вселенной WWE            | 1           | 504  | WWE признаёт чемпионство Леснара в 503 дня. Обусловлено это комбинированием дней при смене чемпиона. | [ 28 ] |
| 7  | Халк Хоган       | Чемпион Мира WCW в тяжёлом весе  | 1           | 469  | Самый длительный тайтл рейн этого чемпионата, как в WCW, так и WWE | [ 30 ] |
| 8  | Си Эм Панк       | Чемпион WWE                      | 2           | 434  | Третье чемпионство Панка которое не признано таковым и числится как второе, так как второе тоже не было признано 14 августа 2011 года и числилось как первое. | [ 32 ] |
| 9  | Шейн Дуглас      | Чемпион Мира ECW в тяжёлом весе  | 4           | 406  | Самый длительный тайтл рейн этого чемпионата, как в ECW, так и WWE | [ 35 ] |
| 10 | Джон Сина        | Чемпион WWE                      | 3           | 380  | В матче были условия, если Сина проигрывает матч, то он покидает бренд Raw. | [ 37 ] |

### Самых продолжительные тайтл рейны чемпионатов
| № | Рестлер          | Название чемпионата              | Чемпионство | Дней | Период чемпионства                        | Примечания                                                                                           | Ссылка |
| - | ---------------- | -------------------------------- | ----------- | ---- | ----------------------------------------- | --- | ------ |
| 1 | Бруно Саммартино | Чемпион Мира WWWF в тяжёлом весе | 1           | 2803 | 17 мая 1963 года — 18 января 1971 года    | Удерживал титул в течение 7 лет 8 месяцев, что является рекордом для мужского рестлинга.             | [ 19 ] |
| 2 | Брок Леснар      | Чемпион Вселенной WWE            | 1           | 504  | 2 апреля 2017 года — 19 августа 2018 года | WWE признаёт чемпионство Леснара в 503 дня. Обусловлено это комбинированием дней при смене чемпиона. | [ 28 ] |
| 3 | Халк Хоган       | Чемпион Мира WCW в тяжёлом весе  | 1           | 469  | 17 июля 1994 года — 29 октября 1995 года  | Самый длительный тайтл рейн этого чемпионата, как в WCW, так и WWE                                   | [ 30 ] |
| 4 | Шейн Дуглас      | Чемпион Мира ECW в тяжёлом весе  | 4           | 406  | 30 ноября 1997 года — 10 января 1999 года | Самый длительный тайтл рейн этого чемпионата, как в ECW, так и WWE                                   | [ 35 ] |
| 5 | Батиста          | Чемпион Мира в тяжёлом весе      | 1           | 282  | 3 апреля 2005 года — 10 января 2006 года  | В период этого чемпионства после драфта WWE 2005 года титул перешёл на бренд SmackDown.              | [ 39 ] |

## Самые титулованные рестлеры в чемпионатах
| № | Рестлер     | Название чемпионата             | К.Ч. | Дней | Примечания |
| - | ----------- | ------------------------------- | ---- | ---- | --- |
| 1 | Джон Сина   | Чемпион WWE                     | 13   | 1254 | Всего у Сины шестнадцать титулов со статусом мировое чемпионство. К тринадцати чемпионатам WWE есть ещё три чемпионата Мира в тяжёлом весе. |
| 2 | Рик Флэр    | Чемпион Мира WCW в тяжёлом весе | 8    | 501  | WWE признаёт чемпионство Флэра в 505 дней Обусловлено это разным подсчётом у WCW и WWE суммарного удержания чемпионства. WWE официально не признаёт одно чемпионство у Флэра которое было завоёванное в NWA в период когда WCW входил в альянс. |
| 3 | Эдж         | Чемпион Мира в тяжёлом весе     | 7    | 409  | WWE признаёт чемпионство Эджа в 411 дня. Обусловлено это комбинированием дней при смене чемпиона и выходом передач в эфир не в тот же день когда была съёмка.                                                                                   |
| 4 | Сэндмен     | Чемпион мира ECW в тяжёлом весе | 5    | 446  | WWE признаёт чемпионство Эджа в 443 дня. Обусловлено это выходом передач в эфир не в тот же день когда была съёмка. |
| 6 | Брок Леснар | Чемпион Вселенной WWE           | 3    | 688  | WWE признаёт чемпионство Леснара в 686 дня. Обусловлено это комбинированием дней при смене чемпиона. |